# Кассельська картинна галерея
Ка́ссельська карти́нна галере́я (нім. Gemäldegalerie Alte Meister (Kassel)) — відомий у Німеччині музейний заклад і картинна галерея, заснована на початку XVIII ст.

## Засновник Вільгельм VIII

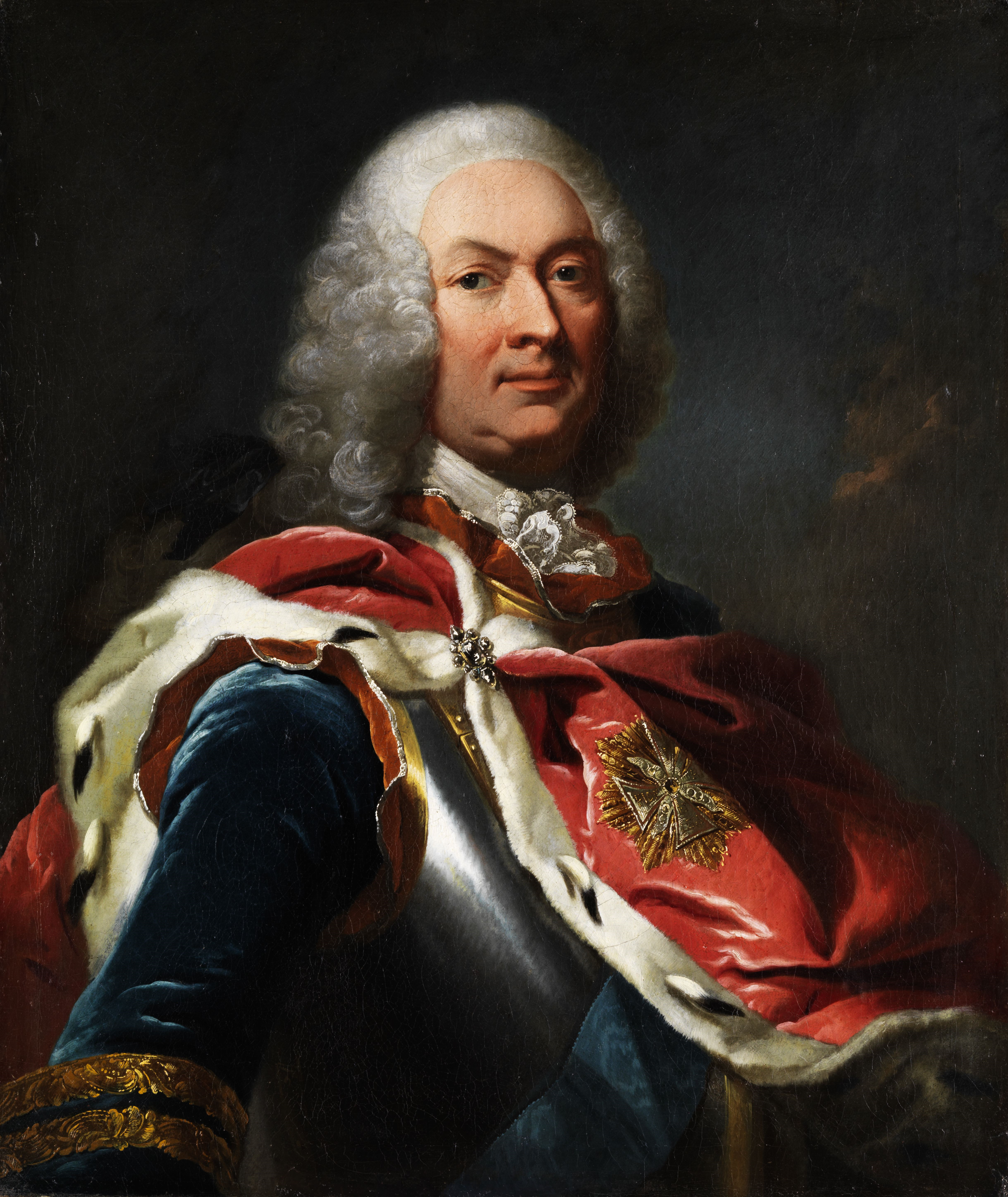
Худ. Йоганн Тішбейн старший. Ландграф Вільгельм VIII. 1755 рік.

Перша картина, що потрапила до збірок місцевих вельможних володарів, була твором німецького художника Лукаса Кранаха старшого. Але картинної галереї як такої ще не існувало. Збірка збільшилась наприкінці XVII століття, коли мода на картинні галереї досягла і німецьких князівств, що постраждали внаслідок Тридцятилітньої війни і поволі відновили економічне і культурне життя. В Касселі почав діяти Оттонеум, що первісно був театром, до якого додали кабінет курйозів. Живопису було небагато і поряд розмістили збірки рідкісних речей та колекції природничого характеру.
Тому засновником картинної галереї фактично став ландграф Вільгельм VIII, брат короля Швеції і генерал, що зробив військову кар'єру в голландській армії. Він був намісником короля Швеції в Касселі і приятелював з королем Пруссії — Фрідріхом II та австрійським імператором Священної Римської імперії німецької нації — Карлом VII. Обидва останні — меценати і колекціонери. Меценатом і колекціонером став і ландграф Вільгельм VIII. Гессен, де правив Вільгельм VIII, був традиційно кальвініським (протестантським) князівством. Протестантські і особисті зв'язки ландграфа з протестантською Голландією сприяли придбанню значної кількості картин саме голландських і фламандських майстрів. У Касселі досить швидко були зосереджені картини Рембрандта, Франса Галса, Габріеля Метсю, Паулюса Поттера, Герарда Терборха, Давіда Тенірса молодшого, низка картин фламандських майстрів, представників фламандського бароко.
Митці Італії і Франції були представлені цікавими творами, нехай і переважно майстрами не першого ґатунку (зустрічались одиничні твори Тиціана, Пуссена тощо).

## Скарби мистецтва (до війни з Наполеоном)

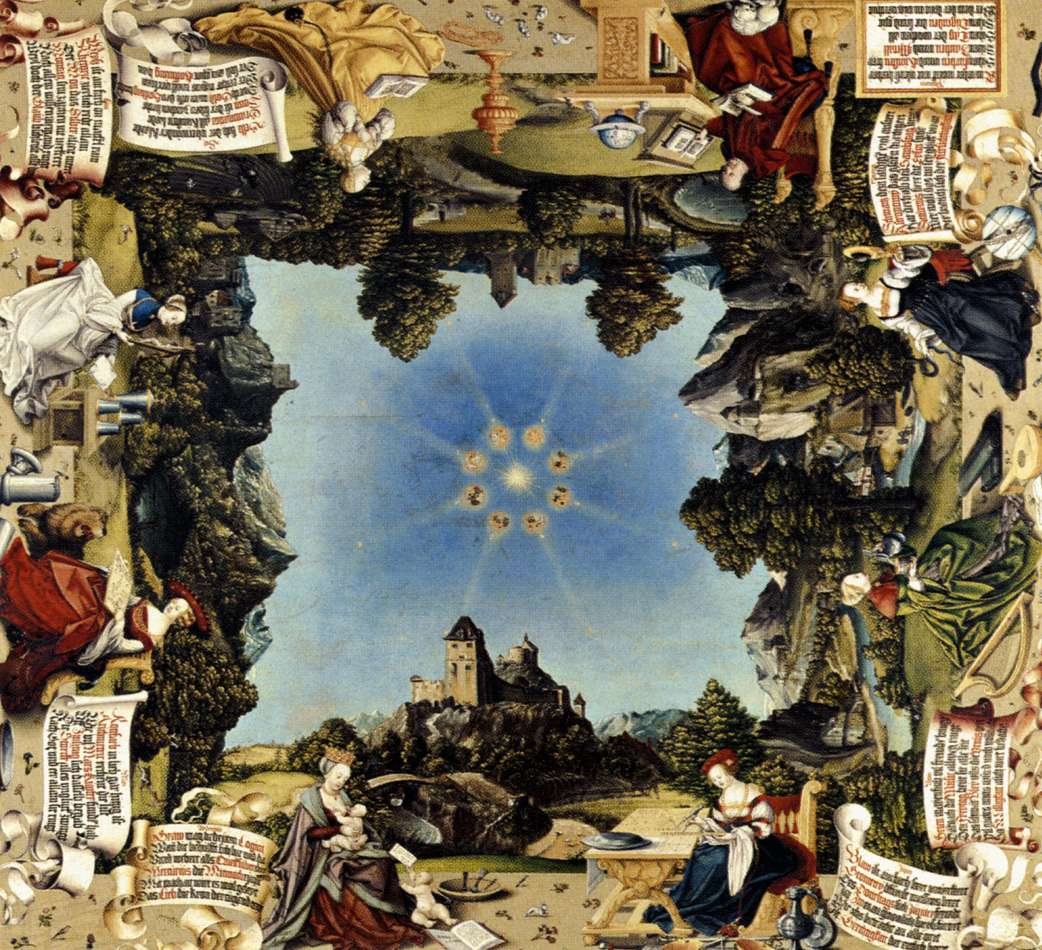
Мартин Шафнер. Стільни́ця з картинами за програмою Еразма Штеделіна, 1533 р.

За досить короткий період у Касселі зусиллями ландграфа накопичили мистецькі колекції декількох національних шкіл Західної Європи — німецької, ранніх нідерландців, голландської, фламандської, італійської, французької, іспанської. Мистецька вартість збірки була настільки значущою, що посіла друге місце серед протестантських князівств Німеччини і королівських збірок Берліна. 1751 року для галереї була побудована особлива, окрема споруда. А з 1783 року до Кассельської палацової галереї був відкритий доступ для прихильників мистецтва і художників, що сприяло славі Касселя.

## Пограбування, вивезення і продаж
Напередодні захоплення Касселя вояками Наполеона, тодішній ландграф встиг вивезти з палацу і сховати сорок вісім (48) особливо вартісних картин. Кассель і палацову галерею захопили 1806 року, а її колекції ретельно оглянули на предмет вивезення найкоштовніших речей в Музей Наполеона в Париж. Невдовзі було вивезено майже три сотні (300) картин як військові трофеї, а знайдені картини зі схованки Наполеон передав дружині — Жозефіні Богарне, шукаючи її прихильності. Так ця частина кассельської колекції стала її приватною власністю.
Власні колекції порцеляни, виробів з срібла, ювелірства, меблів і картин Жозефіна зосередила в замку Мальмезон. Військові авантюри Наполеона закінчилися повною поразкою і засланням останнього на острів Св. Єлени. 1814 року від ангіни померла Жозефіна. Скарби замку Мальмезон були вилучені, а картинна галерея як приватна власність, перейшла до дітей колишньої імператриці Франції.

## Збагачення Імператорського Ермітажу

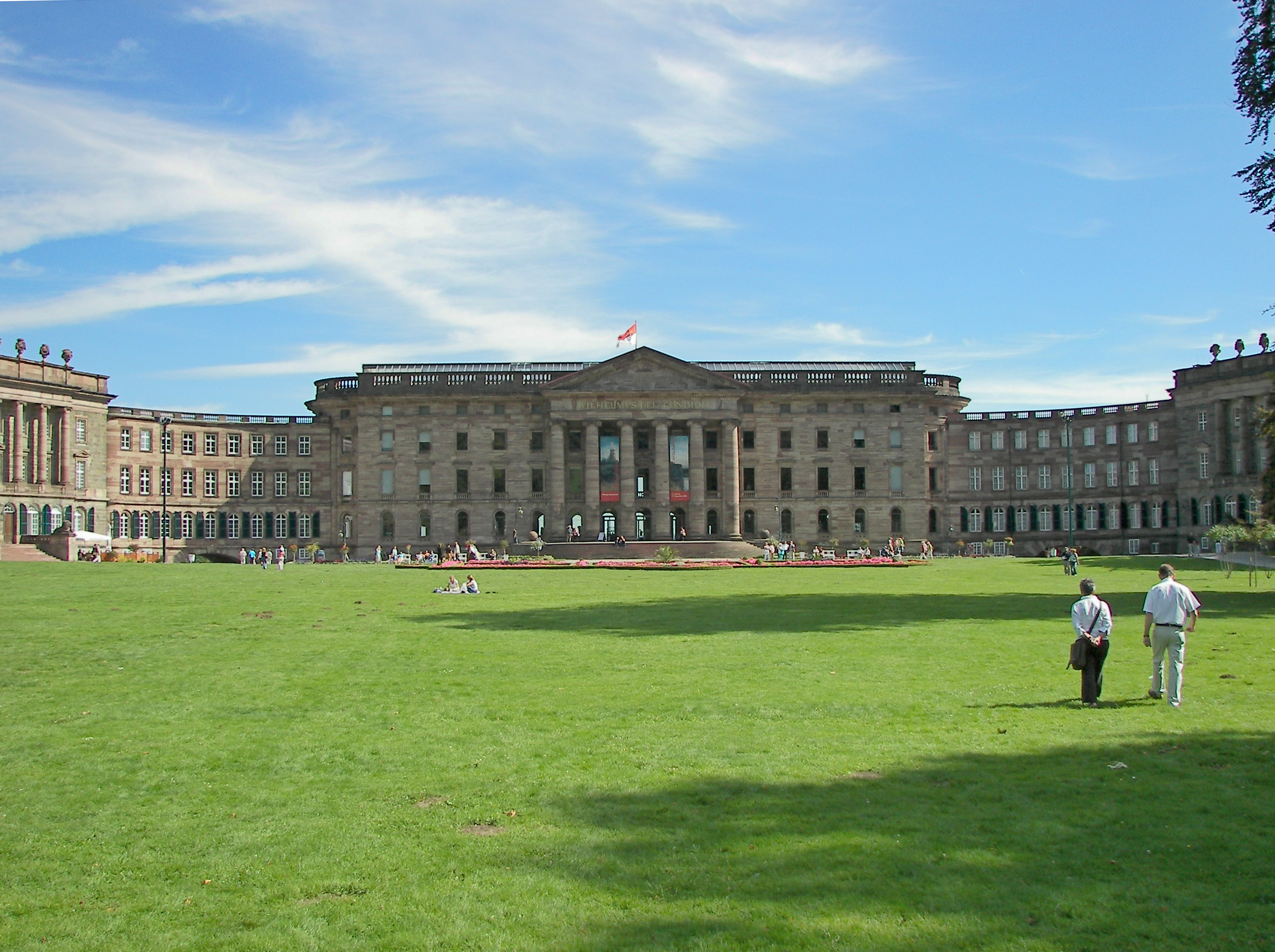
Кассельська картинна галерея

Скрутний матеріальний стан останніх і прихильність до них і Жозефіни російського імператора Олександра І сприяли придбанню картин для Росії. Олександр І виплатив 900 000 франків і в жовтні 1815 року картини прибули в Санкт-Петербург. Російський імператор відрізнявся значною прохолодою до перемов щодо картин Кассельської палацової галереї. Ненадійний як морська піна і хитрий імператор нібито погодився повернути картини ландграфу Гессенському — за умови повернення йому 900 000 франків … Але той відмовився від клопотів, заявивши, що не має наміру двічі платити за власне майно. Але картини з паризького музею Наполеона, грабіжницькі вивезені з Касселя, клопотами Якоба Грімма були повернуті в Гессен.
Збагачення Імператорського Ермітажу було особливо помітним через включення низки оригіналів голландських і фламандських майстрів, не представлених до того в галереї. Мистецькі колекції були підсилені також придбанням Олександром І мармурових скульптур Антоніо Канови та низкою творів майстрів Іспанії у англійського банкіра Кузвельта.

## У XX столітті
Під час розпродажу музейних збірок Ермітажу (флорентійські ікони XIV століття, меблі, графіка, книги, порцеляна, срібні вироби, гобелени, західноєвропейський живопис і навіть портрети пензля Дмитра Левицького), проведених урядом Сталіна, керівництво Кассельської картинної галереї придбало декілька портретів пензля Ван Дейка, підсилив славу фламандської збірки галереї. Напередодні Другої світової війни музейна збірка з Касселя була переправлена до Відня, чим і була врятована для Європи і людства. Але колишнє приміщення палацової галереї 1943 року було поруйноване. 1956 року без втрат колекція була повернута в Кассель. З 1974 року старі і нові придбання Кассельської картинної галереї репрезентовані в Палаці на пагорбі Вільгельма.

## Галерея

### Німецькі майстри
| Мартин Шафнер. «Панночка з келихом і музичними інструментами», 1533 рік. | ?. «Преображення Господнє», бл. 1500 рік. | Альбрехт Альтдорфер. «Христос на хресті з Марією і Йоганнесом», 1515 рік. | Ганс Роттенгаммер. «Відпочинок на шляху до Єгипту», І чв. XVII ст. | Йоган Лісс. «Товариство за грою», 1622 рік. |

### Голландські майстри
| Якоб Корнеліс ван Оостзанен. «Сором'язлива», 1507 рік. | Рембрандт. «Автопортрет», копія 1627 рік. | Ян Лівенс. «Хлопець зі смолоскипом», 1668 рік. | Пітер Клас. «Натюрморт з ремером, устрицями та лимоном», 1633 рік. | Франц Гальс. «Хлопчики співаки», 1625 рік. |

### Фламандські майстри
| Антоніс Мор. «Вільгельм І Нассау», 1555 рік | Антоніс Ван Дейк. «Франс Снейдерс з дружиною», 1600—1634 роки. | Якоб Йорданс. «Селянська трапеза», II половина XVII ст. |